# Gran Meliá Caracas
El  Meliá Caracas es un hotel de lujo ubicado en la Avenida Casanova a la altura del distrito comercial de Sabana Grande en la urbanización Bello Monte, en la parroquia El Recreo de Caracas, Venezuela. El hotel tiene diversos accionistas, entre los cuales se encuentra el Estado Venezolano. 

## Historia

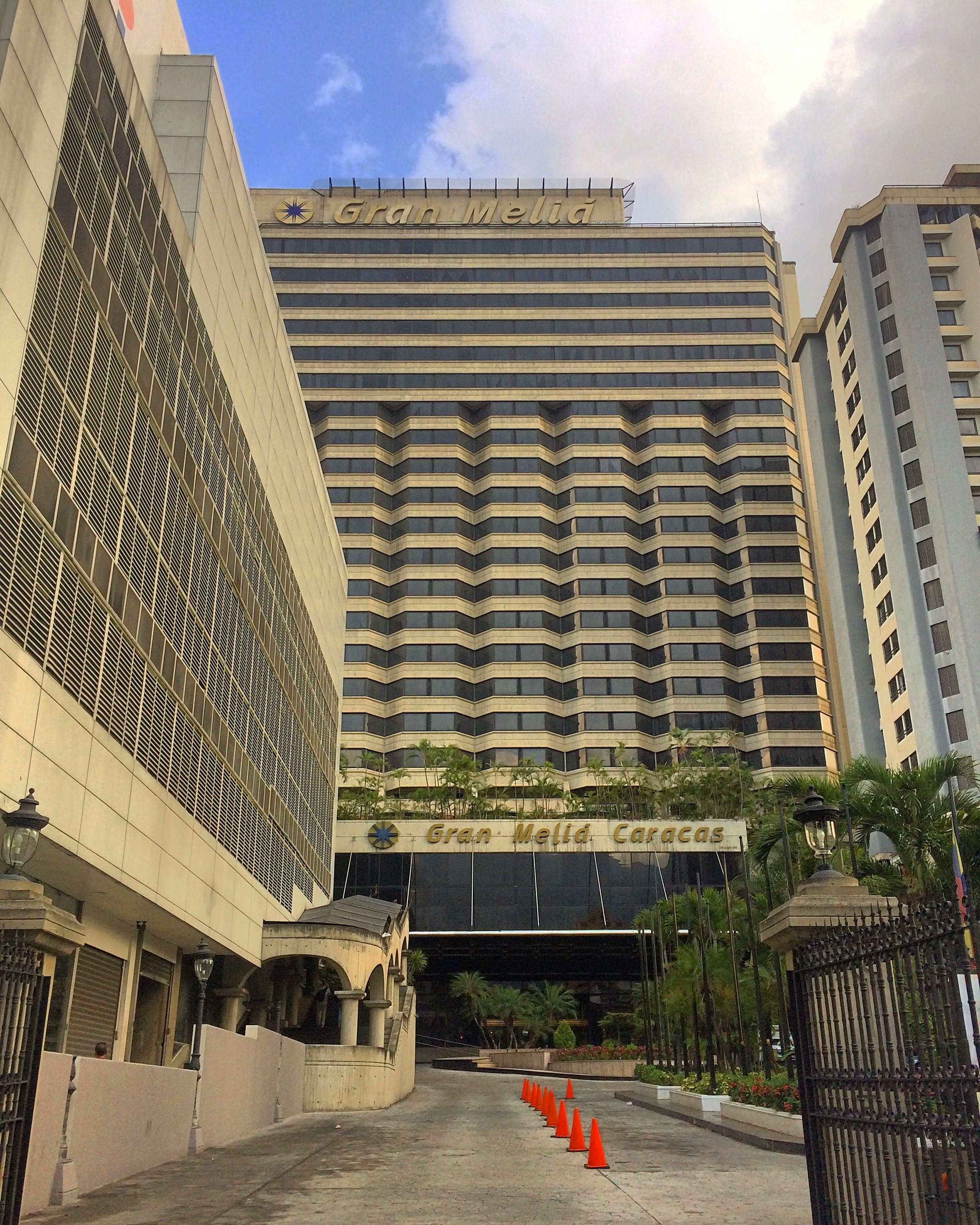
Vista del Hotel

A mediados de 1989 había iniciado la construcción, pero esta fue paralizada en diversas ocasiones. Fue abierto al público en 1998 con una altura de 125 metros. En Google Earth Pro, la altura es de 125 metros, lo que lo convierte en el segundo hotel más grande de Caracas. Los principales arquitectos fueron Michelle Benko, Alfonso Duro, Álvaro Sanz y otros. El equipo de Duro, contratado por la firma Meliá, le hizo modificaciones a la obra de Benko cuando ya estaba avanzada en un 70 por ciento. Este hotel suele hospedar a la mayoría de los presidentes extranjeros que visitan la ciudad de Caracas, así como artistas internacionales. Justin Bieber, Miley Cyrus, los Black Eyed Peas, el rey de España y hasta los Red Hot Chili Peppers, han sido huéspedes del hotel. Gran Meliá es una de las 8 marcas del grupo Sol Meliá y pertenece al portafolio de marcas Premium. Este hotel está conectado al Centro Comercial El Recreo, el más visitado en Caracas por su ubicación en el distrito financiero Sabana Grande, que cuenta con un promedio de tres millones de visitantes al mes, según la revista Top Shopping Centers.
Destacado por su gran elegancia, el hotel posee 18 pisos que incluyen 666 habitaciones, 238 apartamentos y centros de convenciones. Es uno de los más visitados de la ciudad. Hasta la inauguración del Hotel Cayena en Caracas, Meliá Caracas ostentó por casi dos décadas el título de Leading of The World y fue el único hotel de Venezuela con la prestigiosa distinción. Este exclusivo hotel cuenta con varias torres de lujosos apartamentos para empresarios y ejecutivos que se hospedan en Caracas por varios meses. En el año 2017, fue el ganador del premio World Travel Awards, superando a otros hoteles de prestigio como Eurobuilding Hotel & Suites Caracas, Intercontinental Maracaibo, JW Marriott Hotel Caracas y Pestana Caracas. Desde el año 2005, no había ganado el premio.
En junio de 2021, una delegación del Comité Internacional de la Demócratas Socialistas de América (DSA) se hospedó en el Gran Hotel Meliá cuando viajó a Caracas para reunirse con Nicolás Maduro y el Congreso Bicentenario de los Pueblos, considerado no como un organismo autónomo sino «un ensamblaje de partidarios nacionales y extranjeros» de Maduro lanzado «para revestirse de un barniz de apoyo internacional».El Comité Internacional del DSA fue criticado tanto externamente como por los miembros del DSA por darle legitimidad al gobierno de Maduro, así como por hacer que su delegación se alojara en uno de los hoteles más caros de Caracas, donde las habitaciones cuestan 200 dólares la noche, y por salir de fiesta a pesar de las restricciones de la pandemia de COVID-19 en Venezuela. También fue criticado por dar «un mal nombre a la izquierda internacional en Venezuela».

## Acción social
El Hotel Meliá Caracas ejerce su acción social a través de organizaciones que trabajan por lograr un impacto positivo en el ambiente, niñez, cultura y discapacidad. Con frecuencia, se realizan donaciones a la Asociación Venezolana de Padres y Amigos Excepcionales (AVEPANE) y al Banco de Sillas de Ruedas (BANDESIR), el apoyo a la universidad Central de Venezuela y al Instituto Universitario Tecnología Industrial Rodolfo Loero Arismendi, la cooperación con la campaña anual de donación Hasta el Último Cartucho a beneficio de la Fundación Amigos del Niño que Amerita Protección (FUNDANA) y la cobertura de cenas benéficas anuales de la Asociación de Damas Diplomáticas para la recolección de fondos que benefician a más de setenta organizaciones.
Además, en Hotel trabajan personas discapacitadas a partir de un convenio con la Asociación para el Desarrollo de Educación Especial Complementaria (ASODECO) desde el año 2005. En Gran Meliá Caracas es permanente el reciclaje y la cultura de ahorro que se ha acercado hasta los huéspedes. Se trata de cuidar del agua y de la electricidad, y de acostumbrarse a usar productos biodegradables. El grupo ejerce acción social convencido de que se debe ser, no sólo rentable, también –y muy importante– socialmente responsable. Como acción social es actuar sobre algo que tenga impacto en la comunidad, aunque el grupo tiene unas líneas de acción, estas se adaptan a la historia propia de cada comunidad donde se está presente.

## Salones del hotel Meliá Caracas
El hotel  Meliá Caracas de Sabana Grande es famoso por su gran variedad de salones de convenciones y fiestas de lujo, entre los cuales destacan:
1. Río Manzanares Ballroom. Área en metros cuadrados:673.13 Dimensión: 39.25 x 17.15
2. Río Manzanares Ballroom I. Área en metros cuadrados:336.56 Dimensión: 19.60 x 17.15
3. Río Manzanares Ballroom II. Área en metros cuadrados: 336.56 Dimensión: 19.60 x 17.15
4. Río Cuyuni. Área en metros cuadrados: 93 Dimensión: 11.20 x 8.30
5. Río Mazaruni. Área en metros cuadrados: 76.14 Dimensión: 9.40 x 8.10
6. Río Yuruari. Área en metros cuadrados: 73.4 Dimensión: 8.90 x 8.25
7. Río Cuchivero. Área en metros cuadrados: 49 Dimensión: 8.10 x 6.05
8. Río Neverí. Área en metros cuadrados: 60 Dimensión: 8.50 x 7.05
9. Río Pao. Área en metros cuadrados: 52 Dimensión: 8.30 x 6.25
10. Río San Juan. Área en metros cuadrados: 48.19 Dimensión: 7.90 x 6.70
11. Río Ocamo. Área en metros cuadrados: 286.3 Dimensión: 11.90 x 24.30
12. Río Ocamo I. Área en metros cuadrados: 96.7 Dimensión: 11.90 x 8.13
13. Río Ocamo II. Área en metros cuadrados: 95.2 Dimensión: 11.90 x 7.94
14. Río Ocamo III. Área en metros cuadrados: 94.4 Dimensión: 11.90 x 8
15. Río Limón. Área en metros cuadrados: 155 Dimensión: 21.90 x 6.80
16. Río Mavaca. Área en metros cuadrados: 55 Dimensión: 7.6 x 7.26
17. Ríó Suapure. Área en metros cuadrados: 26 Dimensión: 7.6 x 4 2.38
18. Río Atapabo. Área en metros cuadrados: 30.6 Dimensión: 8.36 x 3.67
19. Río Ventuari. Área en metros cuadrados: 27.36 Dimensión: 7.20 x 3.80
20. Río Apure. Área en metros cuadrados: 38.7 Dimensión: 7.30 x 5.30

## Atracciones cercanas
- Bulevar de Sabana Grande
- Plaza Venezuela
- Galería de Arte Nacional
- Museo de Bellas Artes de Caracas
- Centro Comercial El Recreo
- Museo de Arte Contemporáneo de Caracas
- Centro de Acción Social por la Música
- Teatro Teresa Carreño
- Parque Los Caobos
- Parque Generalísimo Francisco de Miranda
- Parque nacional El Ávila
- Colección Ornitológica William Phelps